# Pontus Åberg
Keith Pontus Åberg, född 23 september 1993 i Stockholm, Sverige, är en svensk ishockeyspelare som spelar för Timrå IK i SHL.
Han har tidigare spelat på NHL-nivå för Minnesota Wild, Anaheim Ducks, Edmonton Oilers och Nashville Predators och på lägre nivåer för San Diego Gulls och Milwaukee Admirals i AHL samt Färjestad BK och Djurgårdens IF i SHL.

## Klubbkarriär

### NHL

#### Nashville Predators
Han draftades av Nashville Predators 2012 i andra rundan och som 37:e totalt.
2014 skrev han på ett treårigt rookiekontrakt med Predators, och spenderade säsongen 2014-15 och nästföljande säsong 2015-16 med Milwaukee Admirals i AHL.
Han debuterade i NHL under slutspelet säsongen 2015-16 där han gick poänglös i två matcher. 
Säsongen 2016-17 gjorde han också sin grundspelsdebut och spelade i 15 grundspelsmatcher där han gjorde ett mål och en assist. Han gjorde också en stark säsong med Admirals under säsongen, där han åstadkom 52 poäng på endast 56 matcher. Under Stanley Cup-slutspelet blev han uppkallad igen under Western Conference-finalen mot Anaheim Ducks, när Ryan Johansen blev skadad. Under match 5 mot Ducks gjorde han det matchvinnande 3-1 målet som gjorde att Predators tog ledningen i serien med 3-2. Under nästa match i Bridgestone Arena gjorde han två av assisten på Colton Sissons hattrick när Predators vann och avancerade till sin första Stanley Cup-final någonsin. Det blev totalt 16 slutspelsmatcher och 5 poäng för Åberg.
Under slutspelet 2017 fick han också sitt smeknamn "The Pope" eftersom Pontus låter som ett påvligt namn.
Den 18 juli 2017 förlängde Åberg med Predators på ett tvåårigt kontrakt värt 1,3 miljoner dollar.

#### Edmonton Oilers
Predators tradade honom till Edmonton Oilers den 25 februari 2018 i en affär där Predators fick Mark Letestu i utbyte, men omedelbart skickade Letestu vidare till Columbus Blue Jackets i utbyte mot ett draftval i fjärde rundan 2018 (som blev Jáchym Kondelík).

#### Anaheim Ducks
Oilers satte upp honom på waivers den 30 september 2018, i syfte att skicka honom till farmarlaget Bakersfield Condors i AHL, men dagen efter blev han plockad av Anaheim Ducks.
Åberg gjorde 19 poäng på 37 matcher i Ducks, varav 11 mål och låg på andra plats i den interna målligan innan han tradades.

#### Minnesota Wild
Den 16 januari 2019 tradades han till Minnesota Wild i utbyte mot Justin Kloos.
Det stod klart den 25 juni 2019 att han inte blev erbjuden nytt kontrakt av Wild.

## Statistik

### Klubbkarriär
| 2009–10    | Djurgårdens IF      | J20 SuperElit     | 11  | 0  | 1  | 1   | 4   | —  | — | — | — | — |
| 2010–11    | Djurgårdens IF      | Elitserien        | 1   | 0  | 0  | 0   | 0   | —  | — | — | — | — |
|            | Djurgårdens IF      | J20 SuperElit     | 41  | 13 | 17 | 30  | 16  | 4  | 2 | 3 | 5 | 2 |
| 2011–12    | Djurgårdens IF      | Elitserien        | 47  | 8  | 7  | 15  | 6   | —  | — | — | — | — |
|            | Djurgårdens IF      | J20 SuperElit     | 6   | 4  | 2  | 6   | 0   | 1  | 1 | 0 | 1 | 0 |
| 2012–13    | Djurgårdens IF      | J20 SuperElit     | 3   | 1  | 3  | 4   | 2   | 1  | 0 | 0 | 0 | 0 |
|            | Djurgårdens IF      | Hockeyallsvenskan | 52  | 12 | 28 | 40  | 6   | —  | — | — | — | — |
| 2013-14    | Färjestad BK        | SHL               | 52  | 15 | 16 | 31  | 41  | 13 | 2 | 2 | 4 | 4 |
| 2014–15    | Milwaukee Admirals  | AHL               | 69  | 16 | 18 | 34  | 28  | —  | — | — | — | — |
| 2015-16    | Nashville Predators | NHL               | 0   | 0  | 0  | 0   | 0   | 2  | 0 | 0 | 0 | 0 |
|            | Milwaukee Admirals  | AHL               | 74  | 25 | 15 | 40  | 32  | 3  | 0 | 0 | 0 | 0 |
| 2016-17    | Nashville Predators | NHL               | 15  | 1  | 1  | 2   | 4   | 16 | 2 | 3 | 5 | 2 |
|            | Milwaukee Admirals  | AHL               | 56  | 31 | 21 | 52  | 40  | —  | — | — | — | — |
| 2017-18    | Nashville Predators | NHL               | 37  | 2  | 6  | 8   | 8   | —  | — | — | — | — |
|            | Milwaukee Admirals  | AHL               | 4   | 4  | 2  | 6   | 16  | —  | — | — | — | — |
|            | Edmonton Oilers     | NHL               | 16  | 2  | 6  | 8   | 2   | —  | — | — | — | — |
| 2018-19    | Anaheim Ducks       | NHL               | 37  | 11 | 8  | 19  | 14  | —  | — | — | — | — |
|            | San Diego Gulls     | AHL               | 2   | 1  | 1  | 2   | 4   | —  | — | — | — | — |
|            | Minnesota Wild      | NHL               | 22  | 1  | 5  | 6   | 6   | —  | — | — | — | — |
| NHL totalt | NHL totalt          | NHL totalt        | 127 | 17 | 26 | 43  | 34  | 18 | 2 | 3 | 5 | 2 |
| AHL totalt | AHL totalt          | AHL totalt        | 205 | 77 | 57 | 134 | 120 | 3  | 0 | 0 | 0 | 0 |
| SHL totalt | SHL totalt          | SHL totalt        | 100 | 23 | 23 | 46  | 47  | 13 | 2 | 2 | 4 | 4 |